# Sten Christensen
Sten Christensen (nascut el 18 de desembre de 1965) és un antic futbolista professional danès que va jugar de porter.

## Carrera de club
El 1992, Christensen va fitxar pel Brøndby. Va debutar amb el club el 16 d'agost de 1992 en un empat 3-3 de la Superligaen contra el Frem. Durant la seva estada a Brøndby, Christensen faria tres aparicions més a la Superligaen amb el club, principalment com a adjunt de Mogens Krogh. Més tard, Christensen s'uniria al Hvidovre, fent 15 aparicions a la lliga la temporada 1996–97 de la Superlliga danesa, després de l'ascens de l'Hvidovre a la màxima categoria.

## Carrera com a entrenador
El 2008, Christensen va tornar a Brøndby com a entrenador de porters.
El juliol de 2012, el club anglès Chelsea FC va reclutar Christensen com a ''scout'', mentre encara treballava a Brøndby. Una investigació posterior del 2018 de Football Leaks i el diari danès Politiken va revelar que no hi havia proves que Christensen realitzés cap tasca d'exploració mentre treballava al club amb un sou de 11.400 lliures al mes. Christensen va deixar Brøndby a finals de 2018.

## Vida personal
El fill de Christensen, Andreas, és un actual futbolista internacional de Dinamarca.